# Yulia Zagoruychenko
Yulia Zagoruychenko (russisch Юлия Загоруйченко, Julija Sagoruitschenko; * 11. September 1981 in Belgorod) ist eine russische professionelle Turniertänzerin.

## Leben
Yulia Zagoruychenko begann mit sieben Jahren mit dem Tanzsport. Mit zwölf Jahren wurde sie russischer Juniorenmeister. Aus finanziellen Gründen musste sie sich als 16-Jährige zwischen Standard- und Lateintanz entscheiden. Sie entschied sich für Latein und zog mit 21 Jahren in die USA. Dort wurde sie mit ihrem früheren Tanzpartner Maxim Kozhevnikov US National Professional Champion.
Seit 2007 tanzt sie mit Riccardo Cocchi und erreichte mit ihm bei jeder Weltmeisterschaft des WDC das Finale. Am 20. November 2010 wurden sie zusammen World Latin Professional Champion und verteidigten den Titel auch 2011 und 2012.

## Titel mit Riccardo Cocchi
- World Professional Latin (2010–2018)
- World Professional Showdance (2009)
- US National Professional Latin (2008-2016)
- US Open (2008-2012)
- WDC Disney (2008-2011)
- Dutch Open (2008-2011)
- Asian Open (2010-2012)
- Taiwan Open (2010-2012)
- Indonesia Open (2010-2012)
- Macau Open (2010-2012)
- Philippine Star Ball (2008-2010)
- German Open (2009)

| Personendaten    | Personendaten                                          |
| ---------------- | ------------------------------------------------------ |
| NAME             | Zagoruychenko, Yulia                                   |
| ALTERNATIVNAMEN  | Sagoruitschenko, Julija; Загоруйченко, Юлия (russisch) |
| KURZBESCHREIBUNG | russische Turniertänzerin                              |
| GEBURTSDATUM     | 11. September 1981                                     |
| GEBURTSORT       | Belgorod, Sowjetunion                                  |